# Khatchig Babikian
Pour les articles homonymes, voir Babikian.
Khatchig Babikian (1924-1999) est un homme politique libanais d'origine arménienne.
Né à Larnaca, dans l'île de Chypre, il fait ses études en France, au Liban et en Italie. Parfait polyglotte, il parle l'arabe, l'italien, le français, l'arménien, le turc, l'anglais et le latin.
Il est incarcéré en 1940 dans un camp de concentration en Italie, alors qu'il terminait son baccalauréat, avant d'être relâché et de regagner le Liban, où il obtient son diplôme de droit de l'Université Saint-Joseph de Beyrouth.
Il devient l'un des avocats les plus brillants et les plus éloquents de sa génération et l'un des leaders de la communauté arménienne et du parti Dashnak (Tachnag) au Liban.
Khatchig Babikian est élu député arménien orthodoxe de Beyrouth en 1957 et reste membre du Parlement d’une manière ininterrompue jusqu’à la date de son décès en 1999. Il est remplacé par André Tabourian.
Il est ministre d'État à la Réforme administrative (1960-1961, gouvernement Saëb Salam), de la Santé (1969, gouvernement Rachid Karamé), du Tourisme (1969-1970, gouvernement Rachid Karamé), de l’Information (1972-1973, gouvernement Saëb Salam), du Plan et des Affaires étrangères (1973, gouvernement Amine Hafez) et de la Justice (1980-1982, gouvernement Chafic Wazzan et 1990-1992, gouvernement Omar Karamé).
Il a joué un rôle important comme vice-président de l’Association internationale des parlementaires francophones et avec le président Charles Hélou, il a su faire profiter le Liban des avantages considérables moraux et matériels qu’elle représentait pour le Liban. Babikian a aussi été l'un des fondateurs de l'Association Libanaise pour le Management et son président pour de nombreuses années.